# 狗神 (小説)
『狗神』（いぬがみ）は、坂東眞砂子による日本の小説。また、これを原作とした2001年公開の日本のホラー映画。

## 概要
童話作家・フリーライターとして知られた作者が『死国』に続き、手掛けた一般小説の2作目。
1993年11月30日発行の上製本の帯には「坂東眞砂子をマークせよ！ 宮部みゆき、髙村薫に続く第三の女性は、この作家だ」という新保博久のコメントと共に、“長編書下ろし 恐怖（ホラー）小説の傑作”の一文が添えられた。1996年1月25日、カドカワノベルズ発行の新書版を経て、1996年12月18日に角川文庫から文庫版が出版された。
高知県の尾峰を舞台に犬神（狗神（いぬがみ））憑きや、それにまつわる差別・伝承、そして兄妹による近親相姦を題材にした悲劇と恐怖を描く。原田眞人が監督した映画が2001年1月に公開され、主演の天海祐希は数々の映画賞に輝いた。

## 小説 あらすじ
高知県山間部の小さな集落に住む41歳の女性・坊之宮美希（ぼうのみやみき）は、紙漉きで和紙を作りながら慎ましく暮らしていた。美希は高校生の頃、それと知らずに実兄の隆直と肉体関係を持って裏切られた上、子供を死産したという辛い過去があり、人生も恋も諦めて過ごしていた。
ある日、美希は近くの中学校に赴任してきた25歳の青年教師・奴田原晃（ぬたはらあきら）と知り合う。歳の離れた晃の積極的なアプローチに、美希は彼に魅かれていく自分を抑えられなくなっていく。
しかし美希の血筋の坊之宮家は「狗神筋（いぬがみすじ）」として、村人から忌み嫌われていた。やがて次々と村人が倒れる正体不明の怪現象が起き始め、日に日に彼女や家族、一族に対する村人達の差別は酷くなっていく。美希の幼馴染である土居製紙の長男・土居誠一郎が村で唯一の味方になってくれるが、美希に対して「狗神筋の者には、兄妹でも親とでもくっつく獣の血が流れている」と罵った誠一郎の母・克子は、謎の鳴き声を発し始め、変貌して倒れてしまう事件が起きる。
次第に明らかになる美希と晃の意外な関係。そして、当主・坊之宮隆直（ぼうのみやたかなお）の主導による坊之宮家の先祖祭りが始まる時、かつてない惨劇が起きようとしていた。

## 書誌情報
ハードカバー版
1993年11月30日初版発行　角川書店 （ISBN 4-04-872788-5）
解説 － 新保博久
カドカワノベルズ
1996年1月25日初版発行 KADOKAWA （ISBN 4-04-786401-3）
解説 － 新保博久
角川文庫
1996年12月18日初版発行 KADOKAWA（ISBN 4-04-193203-3）

## 映画

### 概要
公開時の惹句は、「神に背く女」 「とてつもなく恐ろしく、エロティックな禁断。」（ポスターより）。
1998年1月、 “デュアル・ホラームービー”と題して公開された東宝映画『リング』と『らせん』の2本立てが配給収入10億円の大ヒットを記録したことから、毎年1月公開の角川ホラー映画が定番プログラム化。翌1999年の『リング2』と『死国』、2000年の『リング0 バースデイ』と『ISOLA 多重人格少女』に続いて、本作『狗神』と『弟切草』が2本立てで公開された。2本立て興行時のキャッチコピーは「２つの恐怖はインモラルの世界へ…」。
なお、この翌年（2002年）は、再び『リング』の鈴木光司原作、中田秀夫監督コンビによる『仄暗い水の底から』が1本立て興行で公開され、5年間続いた角川製作+東宝配給のホラー映画路線は終了した。

### 映画 あらすじ
四国の高知県にある尾峰村。そこで和紙を売る土居製紙の若社長・土居誠二は、バイクのガス欠で往生している奴田原 晃を車に乗せて村へ連れて行く。村の中学校に赴任してきた若い教師の晃は、森の中の小屋で紙漉きをしている坊之宮美希に出会う。結構な齢の美希を誠二は「僕の母ちゃんみたいなもの」と言うが、晃は美希を若くて綺麗だと誉めた。その夜、就寝する時に美希は、眼鏡が不要なほど視力が戻っていることに気付き、深夜に母の富枝と話をする。和紙の染料探しで森を歩く美希と晃は、大雨に降られて大樹の空洞の中に身を隠す。美希は高校時代に過ちを犯して妊娠し、死産した過去を話しながら晃に口づけをした。2人は衝動的に性交を始め、空に晴れ間が差してもなお全裸の美希と晃は、終わることなく互いの性器を交え続ける。
晃と激しい性交を行なった夜、美希は坊之宮一族に代々伝わる壺の中にいるという狗神の話を母から聞かされた。壺の中を覗き込んだ美希は、狗神などいないと何度も叫ぶ。週に4日間も晃と性交を続けている美希は、身体が持たないと言いつつも事後は嬉しそうで、猟師の味元から10歳ほど若く見えると指摘される。晃が村に来た頃から深い霧が立ち込め、坊之宮家の人々が悪夢を見るようになっていたが、今度は新聞配達の沢田フサがてんかんを起こして倒れたり、村人が異常な行動を取るようになる。村の人々は狗神筋の美希のせいだと彼女を忌み嫌った。
土居製紙が、美希の仕事場がある杉林を買収してゴルフ場を建設する計画を進めていると隆直の兄・道夫が話す。美希は開発計画の責任者・土居克子に直談判に行くが、克子は晃や孫の誠二の目前で、兄（隆直）の子を妊娠した美希の過去を暴露する。「狗神筋は兄妹でも親子でも交わる獣だ」となじる克子を、激昂した美希が怒鳴りつけると、克子は心臓発作を起こして死亡した。晃は美希との性的関係を何者かに通報されて学校を辞職することになり、紙漉き小屋は美希を疎ましく思う男たちの手で破壊された。晃は美希を村から連れ出そうと、美希の家族に2人の関係を打ち明けるが、そんな晃に道夫は意外な事実を伝える。狗神筋とは死んだ母親の霊媒をする血筋であり、1年前に他界した富枝の霊が憑依する美希は、よそ者にはどうにも出来ないから構わないで欲しいという。永らく霊媒の力を持たなかった美希は、晃が村に来た日の夜に富枝の霊と会い、その翌日には死んだ母親の薬を診療所に取りに行ったのだ。
晃が村を去ってしばらく経った頃、ますます村の霧は深くなる。園子は発狂して自分の子供を刺殺し、夫の隆直を刃物で傷つけた後、森の中で首を吊った。後日、石山ヒデと名乗る中年女性が、村の老人と味元に付き添われて坊之宮家に現われる。元・看護婦のヒデは20年以上前に美希の分娩に立ち会い、富枝の指示で同日に死産した女性と赤子をすり替えた。美希が産んだ男児を預けた先は奴田原という苗字だったという。さらに美希が晃の子を身ごもっていると話すヒデの言葉に、坊之宮家の人々は衝撃を受ける。晃と性交する度に髪や肌の色艶が良くなる美希は、若返った肉体の中に射精を何度も受け入れ、遂に受精してしまったのだ。晃と美希の関係を学校に密告したのもヒデであった。村の老人は、発情すれば親子同士でも交尾する犬に例えて「美希と晃は犬畜生じゃ」と吐き捨てた。坊之宮家の先祖祭りで歌われる鵺（ヌエ）の唄の最後の節は、“血と血と混ぜらせて 先祖の姿 蘇らん”というものだ。実の兄と交わって子供を産んだ美希は、成人した息子から精液を注がれて子を作った。近親交配を重ねた美希が産むのは、狗神筋の先祖にあたる鵺なのだろうか。
坊之宮一族とその血縁者しか立ち入れない山の中で、先祖祭りの儀式が執り行われる。村に戻ってきた晃も、美希の血縁者として参列していた。当主の隆直が配った杯の液体を飲み干した百代が吐血して死んだように、それは集団自殺のための毒薬だった。道夫も逃げ出す者に槍を向ける。村人によって坊之宮家が滅ぼされる前に、自分たちから命を差し出そうということだ。一部の家族の逃亡を手助けした晃は、隆直の頭上に手斧を叩き込み、正気に戻った美希を連れて下山しようとする。しかし美希を狙って味元が発砲した猟銃の弾丸は、晃の頭部に命中してしまう。美希が犬のように銃創の傷を舐めていると、晃は息を吹き返した。晃を抱きかかえた美希は山奥へ姿を消し、その後の2人の消息は誰も知らない。

### キャスト
- 坊之宮美希：天海祐希（少女時代：田中沙斗子）
- 奴田原 晃：渡部篤郎
- 坊之宮隆直（美希の兄）：山路和弘（少年時代：榎田淳弘）
- 土居誠二：遊人
- 坊之宮道夫（隆直の兄）：矢島健一
- 坊之宮百代（道夫の嫁）：深浦加奈子
- 坊之宮園子（隆直の嫁）：街田しおん
- 坊之宮博文（道夫の息子）：入江雅人
- 坊之宮喜代美（博文の嫁）：近内仁子
- 坊之宮理香（道夫の娘）：渡瀬美遊
- 沢田フサ：広岡由里子
- 味元（みもと）：佐藤京一
- 石山ヒデ：冨樫真
- ごぶ：光岡湧太郎
- 義イ：猪野学
- 来（らい）：澤田誠志
- 大作：安藤岳史
- 治：重松収
- 治の息子：村井克行
- 尚美：岡林桂子
- 本多：加藤満
- 老人：浜田寅彦
- 妊婦：増田未亜
- 坊之宮富枝（美希の母）：藤村志保
- 土居克子（誠二の祖母）：淡路恵子

### スタッフ
- 監督、脚本：原田眞人
- プロデューサー：鍋島壽人、井上文雄
- アソシエイト・プロデューサー：山田俊輔
- 製作総指揮：原正人
- 音楽：村松崇継
- 音響監督：柴崎憲治
- 助監督：冨永憲治
- 美術：稲垣尚夫
- 撮影：藤澤順一
- 照明：金沢正夫
- 編集：上野聡一
- 衣装：杉山敦子
- スタイリスト：宮本まさ江
- SFXスーパーバイザー：松本肇
- 特殊効果：鳴海聡、船橋誠
- 特殊メイク：松井祐一
- 擬斗：二家本辰己
- 製作協力：東映東京撮影所
- 製作：「狗神」製作委員会（角川書店・アスミック・エース・日本出版販売・東宝・住友商事・IMAGICA）

### 企画
ファミリー向け映画が多い春休み、それに続く5月のゴールデンウィーク興行、アクション大作が集中する夏休みと、稼ぎ時以外の映画興行の閑散期、つまり正月休みと春休みの間の寒い時期にはホラー映画を公開するとヒットしやすい下地があった。角川書店も自社の小説を映画化した『パラサイト・イヴ』が1997年2月にヒットしていたことから、同年に角川書店製作の『失楽園』を大ヒットさせたエース・ピクチャーズ（現・アスミック・エース）が1998年冬に仕掛けたホラー映画2本立て興行が『リング』と『らせん』であった。この2本立ての大ヒットが後に“Jホラーブーム“と呼ばれる和製ホラー映画隆盛の呼び水となり、翌年から「角川冬のホラーシリーズ」と銘打った2本立て上映が定番化した。『リング2』と『死国』の2本立ては、配給収入21億円と前年度の倍以上の成績をあげた。これらの製作総指揮（エグゼクティブ・プロデューサー）を務めて角川ホラーを盛り上げたのが原正人だった。原が製作総指揮を担当する『狗神』と『弟切草』の公開は、こうした歴史の上に成り立っている。
原田眞人は2001年8月に、海外メディアで『狗神』について様々なことを語った。宝塚のスターだった天海祐希は、宝塚引退後に間違った監督と組んで面白くない映画にばかり出演していたため、美しいとは思ったが活動にあまり注目していなかった。しかし劇作家の野田秀樹が演出した舞台で彼女を見た時に初めて感銘を受けたという。原田の監督作『金融腐蝕列島〔呪縛〕』の美術スタッフ・部谷京子が天海と友人関係だったため、部谷から「天海があなたと会いたがっているから紹介しましょうか」と言われた原田は対面の機会を設け、そのオープンな人柄に魅了された。
坂東眞砂子の作品の映画化は『死国』に続いて2度目。『狗神』の映画化の話が持ち上がった時、坂東の胸に浮かんだものは、原田監督がこの小説に新たな観点をくれるのではないかという期待だった。坂東は「期待に違わず、ここには『狗神』のテーマに新たな観点がもたらされている。映画『狗神』の中心的な観点は“魅惑”である。ブラックホールのような強い引力を持つ対象に向かって、ぐんぐんと惹きつけられていく動きだ」とコメントした。
『狗神』の原作を読んだ原田は和紙の世界に魅力を感じたのと、今も地方に存在する呪縛と戦う女性の姿を描くことに意味があると思い、この映画を撮ろうと思った。和紙を通してひとつの女の生き様が描かれているのと同時に、スーパーナチュラルなスリラー要素もある。原田は「この原作には、世界に打って出るために、今の日本映画に必要なものが全て揃っていると気づいたんです」と語っている。また原田は『狗神』を読んだ時、この主人公はまさに天海祐希のために作られた役だと思い、主演はすぐに天海を想定した。

### 製作

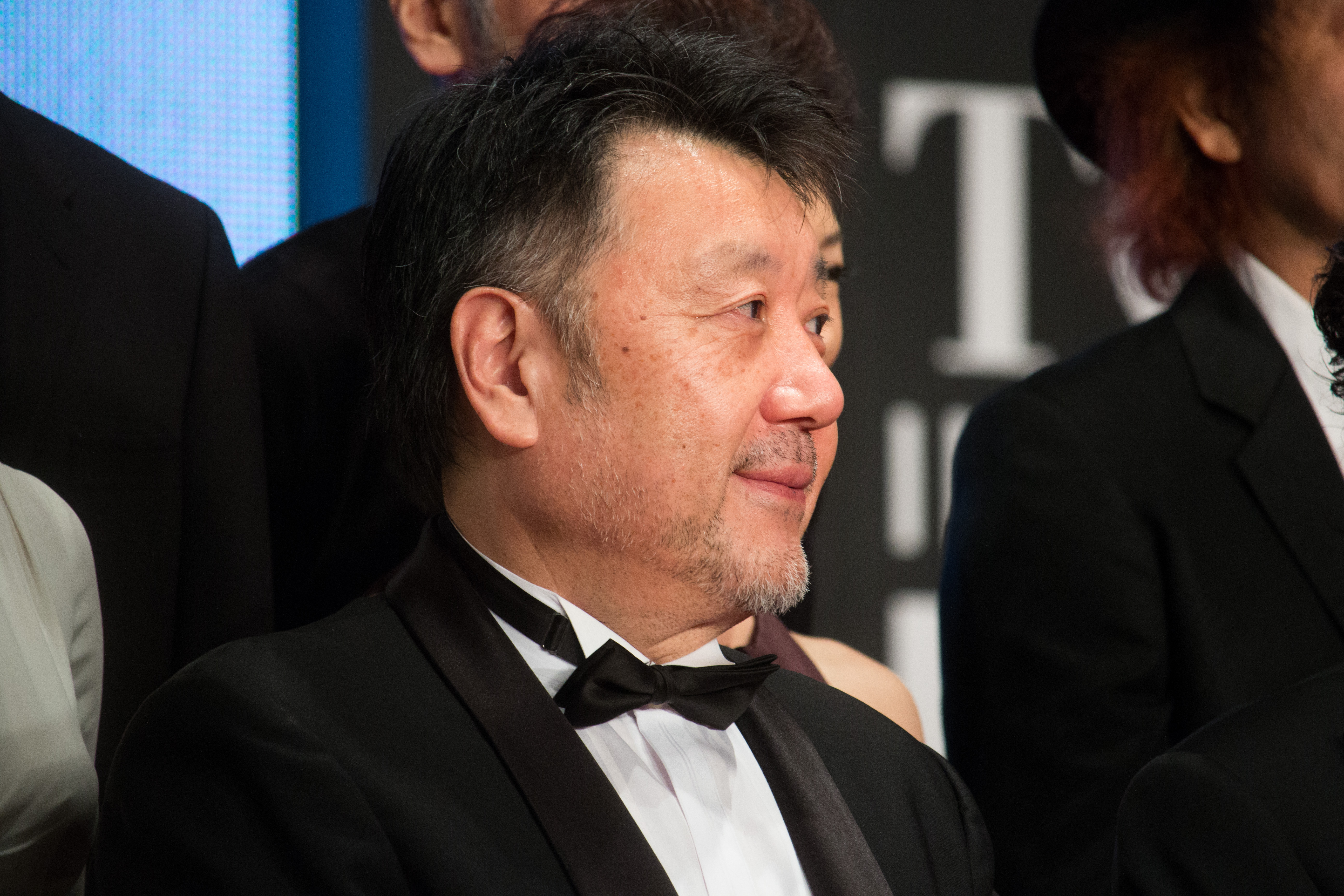
原田眞人

前述の通り、『リング』と『らせん』の2本立てがヒットしたことで、角川のホラー映画2本立て興行が始まったが、原田は冷静に「その後はより安価なホラーが作られてお互いが打ち消し合うようになった」と見ていた。「2本立てホラーに勝ち目がなくなってきたと思ったが、角川はその（2本立ての）パッケージにしか同意しなかったし、自分も『狗神』を撮りたいと思ったから日本国内のプロモーションは気にせず、海外の観客に向けて作りました。仮に日本での興業が振るわなかったとしても、海外で注目されて成功すれば、評価が日本に逆輸入されると思いました」と原田は語った。
天海祐希はマネージャーから原作小説を渡されて一気に読み、神話や伝説を扱った好きな話だなと世界観に浸っていたところ、ヒロイン役の話が来ていることを知らされた。坂東の小説はすでに何冊か読んでいたのと、原田監督と仕事をしてみたかった天海は、是非やりたいとオファーを引き受けた。天海は「自分が演じる女性の役には共感を持って、一番の応援者でいたいと思っている。美希は世間から見るとタブーを冒している人なのかも知れないけど、彼女にとってはそれが精一杯の愛情であり、精一杯の正しさだったのだと思う」と、自身の役柄について話している。そんな天海とは対照的に、渡部篤郎は原作に目を通さずに参加した。「原作を読んだからといって芝居が良くなるというわけじゃないし、読まなかったから出来が悪いということはないんでね」と話す渡部は、撮影場所に行って色々なものを感じ取りながら、芝居をして行くことの方が大変だったという。
原田は『KAMIKAZE TAXI』で組んだ川崎真弘の音楽が気に入っていたが、『狗神』では川崎を雇えない事情があったので、若くて新しい作曲家の村松崇継と組むことにした。最初にあがってきた音楽は満足の行く出来でなかったために不安感を抱いたが、ジュゼッペ・ヴェルディの音楽が好きだった原田はヴェルディ作曲のオペラ『運命の力』の様々なバリエーション曲を作ることを提案。そこから松村も監督の意図する音楽構造を掴んで、徐々に面白いスコアをあげてきた。
映画は2000年夏にクランクインした。美希が初めて晃と性交する、大きな杉の木の内部は、本作の美術スタッフ・稲垣尚夫の手によるセット。2人の性愛を撮影するのに適した場所が見つからなかった頃、不思議な杉の大木を見たことがきっかけで、「発想を変えて、この木の中でということになった」と稲垣は語る。内部が洞窟のようになった、数メートルの杉の幹部分の美術デザイン画から現物のセットを起こした。延々と続く2人の性交シーンに流れる音楽は、ヴェルディの『運命の力』を雅楽風にアレンジした楽曲。運命の力や運命の出会いを信じているという原田は「恋愛というのは運命の出会いだと思う。この物語は、その出会いがたまたま母と息子の間で起こったこと」と語っている。
美希の仕事場は、実際に紙漉きをしている工場を借りて撮影することも検討されたが、「見方によっては豆腐作りの工場にも見えてしまうため、紙漉きの綺麗な絵が撮れない。漉き舟を撮るだけじゃなく、その背後から水の流れや光が差し込んでいるところを綺麗に出したい」という稲垣の意見からセットが建てられた。原田はこの紙漉きの機械が、美希自身の性を表わすメタファーなのだと言う。セックスと全く縁のない女性として登場する美希は、紙漉きの機械からポタポタと垂れ落ちる水のように、心の中に濡れている部分を持っており「セックスという形で自分の愛液を出していないだけで、彼女は紙漉きの作業の中に自らの官能性を溶け込ませている」と原田は語る。糊と混ぜて漉けば漉くほど美しくなる紙の如く、美希も自分の愛液に精液を混ぜられて美しく若返り、和紙の原料と同じくドロドロに白濁した水の中から赤子が産まれてくる。女の性の部分の重要な要素が紙漉きの機械なのだが、村人によって美希の仕事場が壊されるシーンは美希自身が壊れる喪失感を表わしている。それに続く「一緒に村を出よう」と晃が励ます森の中のシーンは、破壊と再生の演出である。
完成した本作は、映倫の審査によりR-15（15歳未満の入場・鑑賞を禁止）に区分された。この映倫による指定を、原田は「『狗神』について一番腹立たしかったこと」と述べている。通例、近親相姦を扱った映画は成人指定にされてしまうが、『狗神』はプロデューサーが映倫と話し合ってレイティングをR-15まで引き下げられた。「同時期に公開された北野武監督の『BROTHER』は、暴力的な映画にも関わらずPG指定（12歳未満は保護者の助言や指導が必要）です。10歳か11歳ぐらいの子供が北野のバイオレンス映画を観ることは容認されるのに、『狗神』は近親相姦を扱っているというだけで、観ることすら出来ない。この映倫審査と日本の2本立てホラーの衰退、映画のメリットの部分を全くアピールしない宣伝が相まって、この映画は台無しになりました」と、原田は海外メディアのインタビューで怒りを隠さなかった。

### ベルリン映画祭への出品
『狗神』は2001年2月、ドイツのベルリン国際映画祭に出品された。原田監督以下、キャストから天海祐希、街田しおん、遊人と、数名の関係者が出席し、2月13日に現地で上映された。
角川が雇ったプレス・エージェント（バブリシスト）のリチャード・ローマンドの立ち振る舞い、マスコミ取材の段取りの悪さ、海外向けプレス資料の不手際なども重なり、記者会見の出席者数や反応、人の入りなどが上々だったにも拘わらず、『狗神』はコンペの選考から漏れた。作品に対する理不尽な扱いに関して原田は「選考にもれた怨みを書き連ねるほど、おれも暇ではない」としながらも、「日本人に対してはなにをやっても許される、という風潮がないだろうか。日本の課題は、出品者、審査員、メディアの部分でもっと積極的なプレイヤーになることだ。ただ、いつでも日本人にとって最大の戦略は怒りであることを肝に銘じておくべきだ」という言葉を映画祭の総括に添えている。

### 受賞歴
第51回（2001年度）ベルリン国際映画祭
作品賞 コンペティション部門 ノミネート
第34回（2001年） シッチェス・カタロニア国際映画祭
最優秀女優賞（天海祐希）
最優秀作品賞 ノミネート
ニューポート国際映画祭
2001年審査員賞 （原田眞人）
第56回毎日映画コンクール
撮影賞 （藤澤順一）
技術賞 （金沢正夫）
第44回ブルーリボン賞
主演女優賞 （天海祐希）
第23回ヨコハマ映画祭
主演女優賞 （天海祐希）

### 海外の評価
2001年に日本で公開された翌月、アメリカの『バラエティ』誌では、「『KAMIKAZE TAXI』や『バウンス ko GALS』で知られる多才な監督が初めてファンタジーのジャンルに挑んだこの映画は、部分的には完璧な演出で補われているが、恐怖感や緊張感の高まりは提供できていない。日本で1月に小規模公開された『狗神』は、海外での活躍は最小限に留まりそうだ」」と紹介されている。
海外のIMDbは977件のレビューに基づき5.9/10の高評価となり、レビュー収集サイトのRotten Tomatoesでは250件以上のオーディエンス・スコアで53％の支持率を集めている。
映画評論家のロビン・ガットは「『狗神』は単なる映画ではなく、日本映画のタブーを破る素晴らしい作品だ」と述べている。「渡部篤郎は天海祐希演じる自分の母をセックスで妊娠させ、実の父を殺すという、エイディプス神話を題材にした男を演じている。しかし本作は母親に子を産ませてしまったエディプスが救済の道を歩む神話の教訓には従わず、近親相姦は呪いではなく解放であり、血縁関係こそ原則だと考える古い一族からの脱却と捉えている」とテーマ性に言及して好意的なレビューを書いた。評論家のニールス・マタイスは「原田監督がラストに至るまで多くの異なるジャンルを横断しているため、『狗神』を分類するのは容易ではない。ミステリアスな雰囲気で始まり、途中はかなり官能的な内容になり、最後はホラーに寄り道をし、より暗くドラマチックな領域に突入する。原田監督が映画のトーンを一貫して保つことに成功したのは実に素晴らしい。『狗神』は日本の民間伝承と田舎の神秘主義を、優れた撮影技術、美しい音楽、そして確かな演技で表現している」と原田の演出ぶりを絶賛した。
イギリスの映像審査機関BBFCは、この映画を日本のR-15と同じレイティングの15（15歳未満視聴は非推奨）に指定している。“暴力”として、「目をえぐり、つるはしで頭を殴打し、血まみれの死体が見られる。男性が妻に支配的態度を取り、殴ったり地面に押し倒す場面がある」とした。“恐怖”として、「強い超自然的脅威で舌や指先が黒くなり、呪いをかけられた女性が吐血する。赤ん坊が水面に浮かび上がり、呼吸するように口を開ける」が挙げられた。“セックス”の項には「男女が洞窟内で性行為に及ぶ。様々な体位をとって男根で女性器を突き上げ、胸の露わな露出があるが生々しいほどではない。女性が男性の上に跨り、スカートの下で男の指が膣内に挿入されていると判る描写がある。車内でオーラルセックスを行なっている暗示がある」などを挙げている。

## 漫画版
- 『狗神』 作画：岸田あつ子
2001年1月18日初版発行 角川書店 （ISBN 4-04-853313-4）
大筋は原作小説に忠実な内容になっている。